# Красная Весна (деревня)
Красная Весна — Деревня в Угранском районе Смоленской области России. Входит в состав Михалёвского сельского поселения.
Население — 2 жителя (2007 год).
Расположена в юго-восточной части области в 21 км к северу от Угры, в 5 км западнее автодороги Р132 Вязьма — Калуга — Тула — Рязань, на берегу реки Озёрная. В 1,5 км северо-восточнее от деревни находится железнодорожная станция Волоста-Пятница на линии Торжок-Брянск.

## История
В годы Великой Отечественной войны деревня была оккупирована гитлеровскими войсками в октябре 1941 года, освобождена в марте 1943 года.